# Norops zeus
Norops zeus este o specie de șopârle din genul Norops, familia Polychrotidae, descrisă de Jörn Köhler și Mccranie în anul 2001. Conform Catalogue of Life specia Norops zeus nu are subspecii cunoscute.